# Robert Frost
Robert Lee Frost, född 26 mars 1874 i San Francisco, Kalifornien, död 29 januari 1963 i Boston, Massachusetts, var en amerikansk poet. Han har bland annat skrivit dikterna The Road Not Taken (1916), Fire and Ice och Stopping By Woods On A Snowy Evening (1922).

## Biografi
Frost var en av de mest betydande och mest lästa av USA:s moderna lyriker. Formstränghet och ett enkelt bildspråk är utmärkande för hans lyrik. Hans karaktäristiska form är den långa versmonologen över egenartade livsöden i New England.
Dikten Stopping By Woods On A Snowy Evening har blivit känd då den förekommit i några filmer. Bland annat i filmen Telefon (1977) där den sista versen läses upp för KGB-agenter som sedan utför sabotage.

## Pulitzerpriser
- 1924 för New Hampshire: A Poem With Notes and Grace Notes
- 1931 för Collected Poems
- 1937 för A Further Range
- 1943 för A Witness Tree